# Knopfmaß

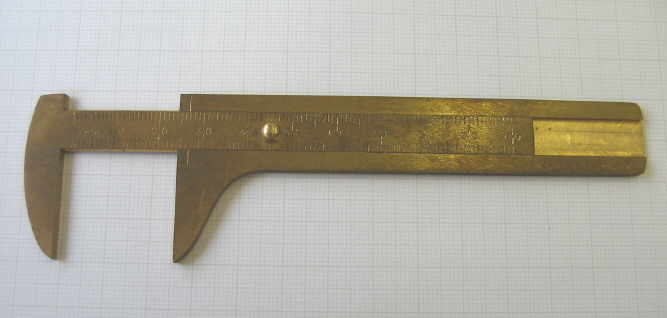
Knopfmaß

Das Knopfmaß ist ein einfacher Messschieber, meist ohne Nonius. Er wird meistens aus Messing hergestellt. Der Messbereich ist meist 80 oder 100 mm, die Skala ist millimetergenau.

## Namensherkunft
Das Knopfmaß trägt seinen Namen wohl, weil der bewegliche Messschenkel mittels eines darauf angebrachten Schiebeknopfes verstellt wird.
Eine weitere Erklärung ist, dass der Messschieber bei Schneidern im Gebrauch war und ist.

## Einsatzbereich
Versionen mit Nonius sind zuweilen bei Gas- und Wasserinstallateuren in Gebrauch. Neben der metrischen ist hier zumeist zusätzlich eine Zollskala angebracht.